# 로버트 패리시 (감독)
로버트 패리시(Robert R. Parrish, 1916년 1월 4일 ~ 1995년 12월 4일)는 미국의 영화 감독, 각본가, 편집자, 전 아역배우이다. 육체와 영혼 (1947년 영화)의 기여로 인해 아카데미 편집상을 수상했다.

## 참여 작품

### 감독
- 진홍의 평원
- 007 카지노 로얄 (1967년 영화)
- 태양 저편으로의 여행

### 편집
- 12월 7일 (영화)
- 이중 생활 (1947년 영화)
- 육체와 영혼 (1947년 영화)
- 모두가 왕의 부하들
- 포획 (영화)